# No Man’s Land (gra komputerowa)
No Man’s Land: Fight For Your Rights! – gra komputerowa z gatunku strategii w czasie rzeczywistym, wyprodukowana przez CDV Software Entertainment AG, przy współpracy z Created Desings. Akcja gry jest osadzona w czasie kolonizacji Ameryki. Pozwala wcielić się w jedną z nacji: Hiszpanie, Indianie z lasu, Indianie z prerii, Anglicy, patrioci (Rewolucja amerykańska) i osadnicy (amerykanie).